# Spumoni

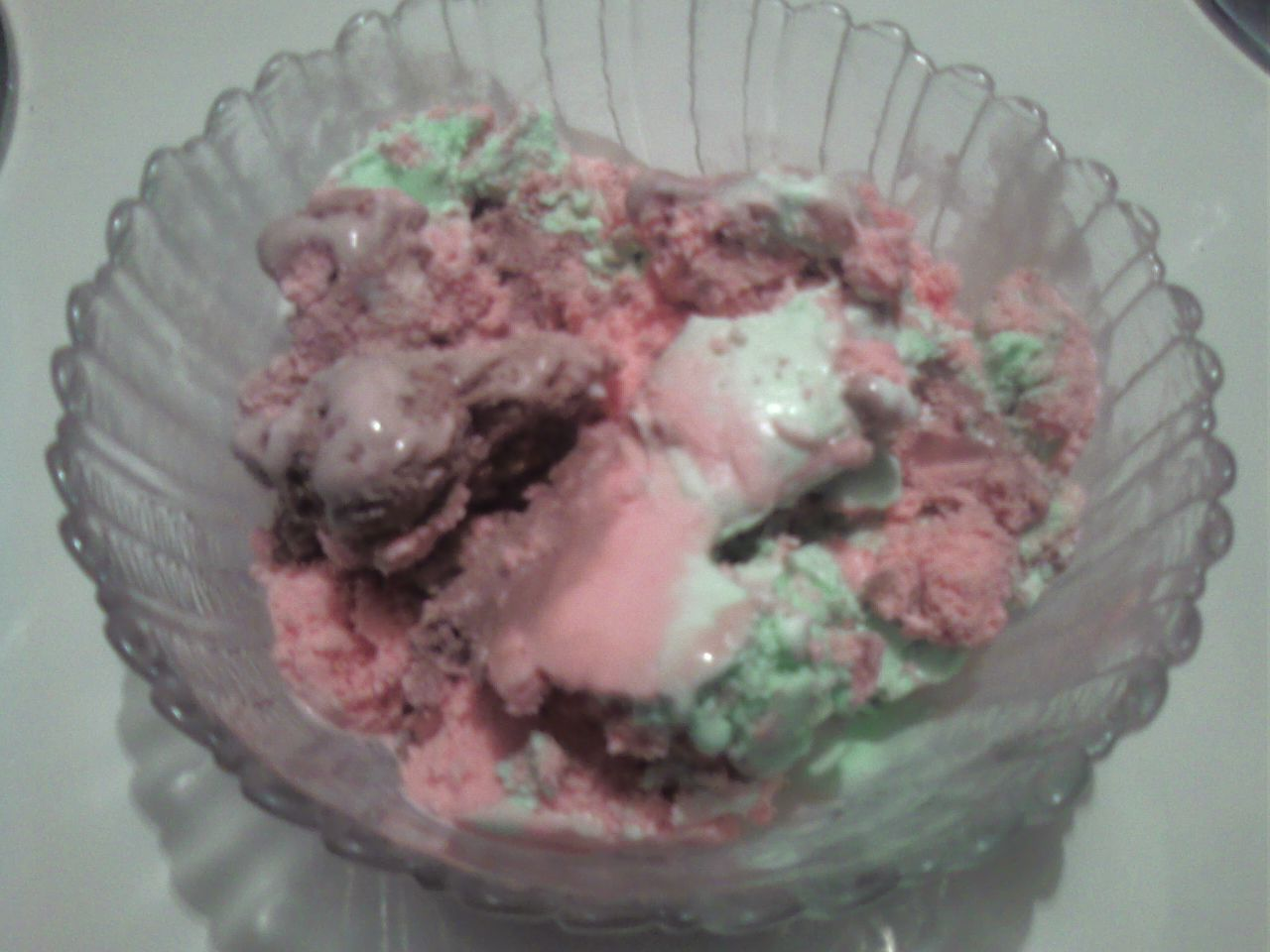
Spumoni-Eis

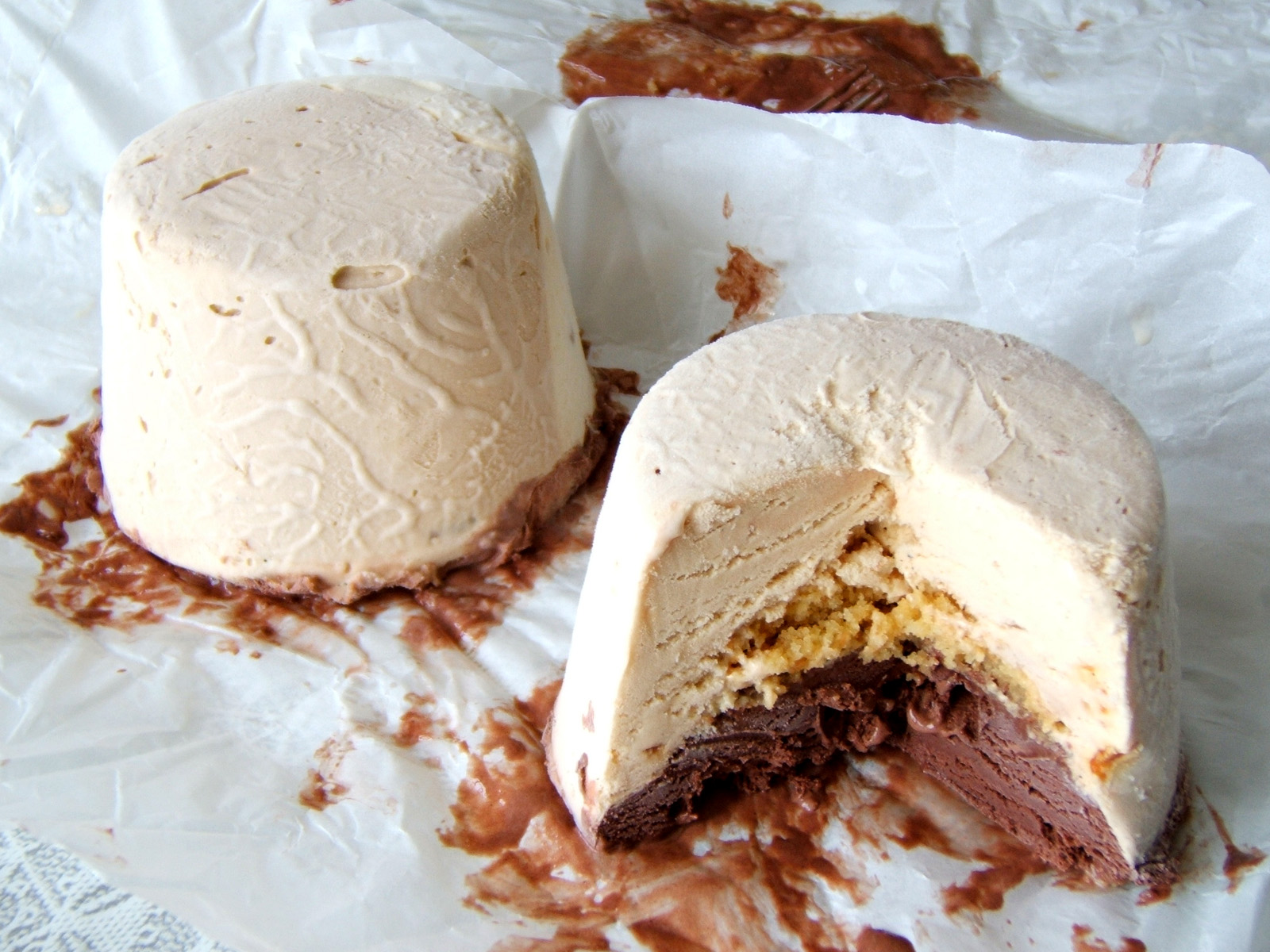
Spumoni salentini

Spumoni ist eine Eisspeise, die aus Italien stammt. Spumoni setzt sich aus mehreren Schichten verschiedener Eissorten, kandierten Früchten und Nüssen zusammen.
Typischerweise besteht Spumoni aus drei Schichten bzw. Geschmacksrichtungen mit jeweils einer Schicht Nüssen oder Früchten.
In den USA gibt es sogar einen „National Spumoni Day“. Dieser findet jedes Jahr am 21. August statt.